# Formica imitans
Formica imitans é uma espécie de formiga do gênero Formica, pertencente à subfamília Formicinae.